# 林克孝
林克孝（1960年3月7日—2011年8月10日），是一位生於臺灣新竹縣的投資銀行經理人，曾任台新金控總經理兼首席經濟學家、臺灣大學財務金融學系兼任副教授，亦曾任袖珍博物館館長。

## 生平
林克孝是林文仁（曾任臺灣日光燈公司董事長）與林楊錦梅的第二個兒子，他們共育有三名子女。
林克孝曾就讀成功高中，並擔任該校登山社創社社長，並持續於高中參與台大登山社。大學畢業於國立臺灣大學經濟學系，後赴美國留學，獲得西雅圖華盛頓大學經濟學博士。回臺灣後，擔任台証證券總經理，並兼任於國立臺灣大學財務金融學系。1996年，他當選第一屆十大傑出證券暨期貨人才。2005年，台新金透過台証證券買進新纖股票，臺灣金融圈盛傳新光吳家兄弟意見不合，金管會介入調查並認定台新金「違規」加碼，下令當時任台証總經理的林克孝停職半年。
2006年，台新銀行因為雙卡風暴出現虧損；2007年，林克孝以47歲之年紀成為當時台新金控史上最年輕的總經理，並成功使台新金控轉虧為盈。
2011年8月，林克孝與泰雅族青年韋文豪、曹光輝一同上山探勘比亞豪山道(舊武塔古道)；10日，在宜蘭縣南澳鄉攀登束穗山地區之束穗斷崖時意外墜崖；12日，救難隊尋獲其遺體，並確認他已罹難。 

## 家庭
林克孝曾與大學時期女友一同至美國留學，並於當地結婚，後其妻罹患癌症逝世。
2006年12月，林克孝再婚，其妻原是他關係企業的秘書；婚後育有兩個兒女。

## 興趣

### 登山
林克孝自國小開始即對登山活動有濃厚興趣。他在就讀國中時曾加入中華健行登山會。在就讀成功高中時，他與學長一同創辦登山社。大學時代，他加入台大登山社及擔任現代詩社長。他熱衷於難度較高的冰雪攀登，也是臺灣早期推動攀岩運動的人之一，並與攀岩界前輩高銘和創辦攀岩者俱樂部。1981年10月，在就讀大學四年級時，他與攀岩者俱樂部組織的登山隊攀登長達300公尺的岩壁路線，完成玉山東峰北壁攀登；這是臺灣首次由此路線完成登頂，事後林克孝親自撰寫稿件，詳述攀登過程，投稿《野外》雜誌。
留美期間，他曾參加美國著名的瑞尼爾登山學校，並成功攀登瑞尼爾山。

### 探索泰雅歷史
從2000年開始，林克孝從單純的登山者轉變為探索者，尋找一個被人們所遺忘的泰雅族歷史故事─莎韻之鐘，並漸漸地成為當地部落與環境的一份子。他多次探勘南澳山區，探尋當年泰雅族人從南投跨越中央山脈到南澳的遷徙路線，也因而與當地原住民部落發展出情同兄弟父子的情誼。 

## 身後
2012年，當年與林克孝一同登山的泰雅族青年韋文豪、曹光輝與其他兩名泰雅族獵人再度上山。7月10日，從思源埡口出發，經南湖大山，直到束穗山，以接續林克孝未完成的路線。當他們成功走到束穗斷崖時，因安全考量決定撤退。8月10日，他們回到思源埡口；這次走的路線與斷崖另一邊林克孝先前探勘的路線幾乎是連續，之間距離200公尺已崩塌。

## 著作
《找路─月光．沙韻．Klesan》，遠流，2009：記錄林克孝深入南澳山區走完「沙韻之路」並探索泰雅族部落遺址的經歷。 

## 外部連結
- 山林間尋覓古道的詩人──臺新金控總經理林克孝，鄭少凡，《看雜誌》 第69期，2010-08-19 （页面存档备份，存于）
- 臺新金控新任總經理 林克孝的難題 重返臺新榮耀，游常山.陳之俊，《遠見雜誌》第252期，2007-06
- 鄧鴻源觀點：關於《莎韻之鐘》的傳奇故事-風傳媒 （页面存档备份，存于）